# 시카고 로욜라 대학교
시카고 로욜라 대학교(Loyola University Chicago, LUC)는 미국 일리노이주 시카고에 위치한 사립 예수회 연구형 대학이다. 1870년에 예수회에 의해 설립된 로욜라 대학교는 미국 최대의 가톨릭 대학교들 중 한 곳이다. 교명은 이냐시오 데 로욜라의 이름에서 비롯되었다.